# Kongeå
La Kongeå è un fiume della Danimarca che scorre nella penisola dello Jutland. Il fiume segna il confine tra la parte settentrionale e la parte meridionale dello Jutland, che in passato faceva parte del ducato di Schleswig.
Il Kongeå ha una lunghezza di circa 50 km. Il fiume nasce a sud di Vamdrup e sfocia nel Wattenmeer presso la chiusa a nord di Ribe.
Nel Medioevo, il fiume veniva chiamato Skodborg Å, prendendo il nome dal Castello Reale Skodborghus vicino a Vejen. Il Kongeå è stato il confine tra Danimarca e Germania dal 1864 a 1920, quando avvennero i Plebisciti nello Schleswig.